# 怪しい伝説
『怪しい伝説』（あやしいでんせつ、原題: MythBusters）は、オーストラリアのBeyond International制作、ディスカバリーチャンネルおよびBBC 2で放送されていたテレビ番組である。アメリカでは2003年から放送されていた。なお、メンバーが一新された後継番組はサイエンスチャンネル（日本のサイエンスチャンネルとは別物）で放送されている。

## 番組進行
「伝説バスターズ（MythBusters）」のアダム・サヴェッジとジェイミー・ハイネマンが、アメリカの巷で囁かれる都市伝説等の怪しい噂を検証する番組。一回の放送中に概ね2つから3つの伝説が取り上げられるが、伝説を一つ一つ順番に紹介するのではなく、複数の伝説の検証を少しずつ並行して流す構成となっている。
検証の対象は都市伝説のみに限らず、ことわざの表現を科学的に検証するといった企画もある。（「干し草の山から針を見つけるようなもの」や「転がる石に苔は生えない」等）
アダムとジェイミーは、映画等の特殊効果に長年第一線で携わってきた経験を活かし、科学知識に基く考察や実験機材の製作及びそれを用いた実験を行い、噂の真偽を検証する。番組冒頭では、アダムが検証する噂の概要を紹介し、ジェイミーが検証に必要な作業の内容や実験機材の仕様を提案する。二人が、専門家の意見が必要なケースであると判断して、インタビューに赴く場合もある。
検証には、財布を使うような手軽なものから、廃棄された飛行機を使うような大掛かりなものや、拳銃、ライフルなどの実銃を使った実験まで行うこともある。最後には、実験結果を踏まえて、「BUSTED」（ウソ）・「CONFIRMED」（正しい）・「PLAUSIBLE」（有り得る）の三通りの評価で伝説を判定する（初期のシリーズでは、より直接に「TRUE」（真実）とした評価も存在した）。ただし、実験の手順や検証結果等に疑問を持った視聴者からのクレームに応え、再実験が行われることもある。
番組の主な舞台はサンフランシスコ・ベイエリア、特にガレージを兼ねた巨大な資材倉庫内にある「M5 Industries」の作業場である。実験機材の製作には、あまり新品の部品は使用されず、廃材や過去に製作した機材の部品等が再利用されることが多い。
廃材は、主に、資材倉庫の隣にある廃車置場で調達される。また、飛行機関連の資材が必要となった時は、大抵、軍用機や旅客機の墓場と呼ばれるデビス・モンサン（アリゾナ州）で調達される。
また、アダムとジェイミーは、その性格の違いから、実験機材の製作方法などを巡ってよく対立する。時には、二人がそれぞれの独自のやり方で実験機材を製作して競合することすらあるが、これは番組の名物となっている。
ちなみに、二人とも爆発を起こす事を非常に好み、実験に伴う爆発が個人的に納得のいかないものであった場合、大抵、実験の最後に、当初の目的から逸脱した無意味な爆発だけを繰り返したりする。

## 日本での放送
当初は日本テレビにて放送されている「世界まる見え!テレビ特捜部」で紹介された。
2015年現在ではスカパーやケーブルテレビのチャンネル「ディスカバリーチャンネル」で毎週土曜23時に放送されている。三菱電機が番組スポンサーとなっており、EPGでは「怪しい伝説 supported by 三菱電機」と表示される。当初は字幕付きで放送されていたが、2008年の前期シーズンにパックンマックンのパックン（パトリック・ハーラン）がナレーションの吹き替えを担当（出演者は字幕のみ）。08年後半シリーズでは再び全体が字幕に戻っていたが、2014年より全編吹き替えで放送。以降の吹き替えは奥田民義がナレーションを担当している。
また、映像配信サービスNetflixで、パイロット版3本と初期79エピソードが配信されていたが2019年に配信終了したため、日本国内で配信されているサイトは存在しない（2020年1月現在）。

## 出演者

### 伝説バスターズ

#### メインの2人
アダム・サヴェッジ (Adam Savage)　（吹き替え/竹田雅則)
1967年7月15日生まれ ニューヨーク出身
フリーの特殊効果マン。ILM、ワーナー、その他を経て、現在に至る。
ジェイミーと共に番組のメインキャスターを務める。
化学や物理学や工学等をはじめとした諸分野に幅広く精通している。
陽気な性格で、楽しみながら実験を行う。
専ら、機材を用いて体当たりで実験するが、自ら機材の設計や制作を行う事もある。
何故か、爆発を起こす事が大好きである。
乗り物好きで、特にセグウェイがお気に入り。
また意外とコスプレ好きなのか、変なコスチュームを色々持っている。
若干薄目の頭髪にカウボーイハットがトレードマーク。
ジェイミー・R・ハイネマン (Jamie Hyneman) 　（吹き替え/乃村健次)

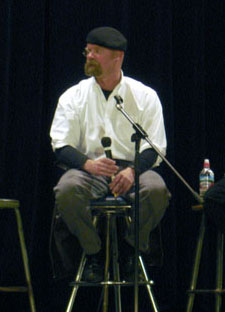
ジェイミー・ハイネマン (Jamie Hyneman)

1956年9月25日生まれ ミシガン州出身
「M5 Industries」（特殊効果を手掛ける企業）のCEO。
アダムと共に番組のメインキャスターを務める。
化学や物理学や工学等をはじめとした諸分野に幅広く精通している。
冷静な性格で、シリアスに実験を行う（時折、愛嬌たっぷりの笑顔も見せる）。
専ら、機材の設計や製作を行うが、自ら機材を用いて体当たりで実験する事もある。
何故か、爆発を起こす事が大好きである。
口ひげにベレー帽がトレードマーク。口ひげの形から、セイウチ (Walrus) に似ているとアダムに言われたこともある。
ベトナム帰りの退役軍人らしいが、出典不明のため噂にすぎないとも言われている。
銃器や洋弓の扱いに長けている。
以前「（アメリカ）大陸をオートバイで横断した事がある」と発言したり「船の船長だった事がある」と発言するなど、その過去には謎が多い。
アダムやナレーターに「ザ・ハイネマン」と呼ばれたりする。
またインディアナ州の大学に行ったためたまに「フージャー（Hoosier）」と呼ばれる事もある。
大学ではロシア文学を専攻していたと紹介された（ウォッカの噂を検証する回にて）。

#### 3人組
3人チームでアダム&ジェイミーとは別の伝説を検証する。
2ndシーズンから、アダム&ジェイミーのアシスタントとしてM5のスタッフが登場。しばらくしてトリー、キャリー、スコッティの3人がチームとして登場するようになったが、2ndシーズンの終わり近くからスコッティに代わりグラントが参加。ただしスコッティがいた頃から、グラントは名無しのスタッフとして登場していた。
グラント・イマハラ (Grant Imahara)
1970年10月23日生まれ カリフォルニア州出身。「M5 Industries」の登録スタッフ。2ndシーズン後半（エピソード20）から登場。
THXラボ、ILMを経て、現在に至る。トリーとはILM時代からの同僚。ILMでは、スター・ウォーズ・シリーズ新三部作やマトリックスシリーズ等の制作に参加している。
ロボット工学のエキスパートであり、ロボットコンテスト「BattleBots」2000年度優勝、スター・ウォーズ・シリーズ新三部作におけるR2-D2の製作及び操作、ロボット関連書籍執筆といった実績がある。2020年7月13日、脳動脈瘤の破裂により急逝した。
トリー・ベレッチィ (Tory Belleci) 本名「Salvatore Belleci」
1970年10月30日生まれ カリフォルニア州出身。「M5 Industries」の登録スタッフ。
ILMを経て、現在に至る。グラントとはILM時代からの同僚。ILMでは、スター・ウォーズ・シリーズ新三部作等の制作に参加している。
参加し始めた頃は比較的真面目なキャラだったがシーズンが進むにつれどんどん弾けてきている。
キャリー・バイロン (Kari Byron)
1974年12月18日生まれ カリフォルニア州出身。「M5 Industries」の登録スタッフ。本業は、サイケデリックなフィギュアの造型を得意とするアーティスト。
7th（2009年）シーズンでは妊婦姿で出演している。出産後は育児休暇をとった。
妊娠中のエピソードで「お腹の中に将来の伝説バスターがいる」等と発言した事がある。
スコッティ・チャップマン (Scottie Chapman)
アシスタント公募した折にアルバイトで参加（番組コメントに本人発言あり）。2ndシーズンのみの登場。
特技は溶接。両肩、二の腕にタトゥー。三つ編み。
2ndシーズンの途中から登場しなくなった（個人的な理由からM5での職を辞した、と自身のMySpaceで明らかにしている）。
ジェシー・コームズ（Jessi Combs）
キャリーの育児休暇に伴い、第133回（2009年11月25日米国放送「Dumpster Diving」）から登場。

### 常連ゲストなど
バスター (Buster)
Simulaids社製クラッシュダミー。
危険な実験が人体に及ぼす影響を検証するために使われる自動車衝突実験用ダミー人形。
米国における成人男性の平均サイズ（身長178cm、体重80kg）に合わせて作られている。
検証の度に生身の人間の身代わりとして高所から落下し、時には爆発に巻き込まれたり、車に撥ねられるなどの過酷な状況にさらされるため、頻繁に“殉職”するが、出演者達の寵愛を受ける彼は、その度、即座に修復されてきた。しかし、2ndシーズン「明王朝時代の飛行実験」では全身が焼け焦げる大ダメージを受けたため、首から下を新調された。頭部だけはアダムの個人的なこだわりで相変わらず元のものが使われ続けている。
最終回（「グランドフィナーレ」）において、飛行するスーパーマン風のコスチューム姿でロケットスレッドに固定され、ブロック塀に超音速で衝突。完全に粉砕され消滅し、使命を全うした。
ヘザー・ジョセフ・ウィサム (Heather Joseph-Witham)
民俗学者。2ndシーズンまで登場し、検証する伝説について別撮り（伝説バスターズたちとは会わない）でコメントした。現在は Otis College of Art and Design の准教授。
フランク・ドイル・ジュニア (Frank Doyle Jr.)
元FBI特別捜査官。ユナボマー事件の犯人セオドア・カジンスキー逮捕の際は、山小屋突入作戦の指揮を執った。番組内では大規模な爆発実験などで助言や協力をする。
J. D. ネルソン (J. D. Nelson)
カリフォルニア州アラメダ郡保安局の巡査部長 (Sgt.) で、爆発物処理班のリーダー。主にアラメダの爆発試験場に登場し、助言や協力をする。
アラン・ノルマンディ (Alan Normandy)
カリフォルニア州サウスサンフランシスコ市警察の警部補 (Lt.)（番組初期は巡査部長 Sgt.）、銃器指導主任 (Chief Firearms Instructor)、元SWATの狙撃手。主に警察署の試射場に登場し、助言や協力をする。

### 著名人ゲスト
ごくまれに、著名人がゲストとして出演することがある。
ロジャー・クレメンス
元大リーガー投手。2007年に野球の伝説を検証する回で出演。
セス・ローゲン
2010年の映画『グリーン・ホーネット』の脚本・主演。同作を検証して欲しいと、自ら出演。
バラク・オバマ
アメリカ合衆国第44代大統領。2010年12月に科学や工学の大切さ、面白さを若者に啓発するために出演（日本では2011年5月放映）。現職大統領がこの種の番組に出演するのは異例。
ジェームズ・キャメロン
タイタニックなどを手がけた映画監督、タイタニックでのワンシーンについて検証してもらおうと自ら出演。

## 主な検証実績
シーズンの区切りは米国本放送と一致していない。

### 1stシーズン
1. 便器の化学反応 (Ice Bullet, Exploding Toilet, Who Gets Wetter?)
  - スプレーを噴射したトイレで、タバコに火をつけると、引火してトイレが吹き飛ぶか
  - 雨の中を歩く場合と走る場合、どちらがより濡れるのか
  - 弾丸が残っていない銃殺事件では、氷で作られた弾丸が使用されたのか
答: しない。実際に氷の弾丸を作成の上で発射実験、発射の際の火薬の爆発による熱で溶けてしまう。後に視聴者から弾丸の作成手段が悪い等のクレームにて、再度実験したが、やはり溶けてしまうことを実証。
2. 携帯電話の起爆 (Cell Phone Destruction, Silicone Breasts, CD‐ROM Shattering)
  - ガソリンスタンドで携帯電話を使うと、ガソリンスタンドが爆発する
答: しない。携帯電話の発する電波は、火花を発生させるほどのエネルギーを持っていない。
  - 豊胸用シリコン（シリコーンの意）は、気圧の低い航空機内で爆発する
答: 実際アメリカで使用されているシリコーンを持ってきて手製の気圧室でほぼ真空状態にしても爆発しない事から「しない」との結論に到達。しかしその後、豊胸手術をしたロシア人女性の胸に詰めたシリコーン入りの袋が、飛行機内の気圧変化により破裂するという事故が起きた。[3]
  - CD-ROMを高速回転させると破裂する
答: する。回転速度を上げていくと、徐々にCDは波打ちだし、最後には破壊される。ちなみに市販の高速CD-ROMドライブは、CDが波打つことを前提に設計されている。
3. 滑車とレンガの災難 (Barrel of Bricks, Pissing on the Third Rail, Eel Skin Wallet)
  - 電気ウナギの皮で作られた財布は、クレジットカードの磁気を乱してしまう
答: しない。電気・磁気に弱いと信じられている磁気ストライプだが、様々な実験に対し意外な耐久力を見せる。
  - 地下鉄の第三軌道に立ち小便すると感電死する（字幕の「第三軌道」は「第三軌条」の意）
答: しない。小便は1本の棒状ではなく、小さな水滴の集まりであるため連続していない。そのため、電気の伝わる可能性はほとんどない。
  - レンガを積んだ樽で、人間が吊り上げられる
4. 高層ビルから落ちた小銭 (Penny Drop, Deadly Microwaves, Radio Tooth Fillings)
  - エンパイア・ステート・ビルディングから落とした1セントコインで、人を殺せるか?
答: 無理。ライフル銃からコインを発射できるように改造して実験したが、ゼラチン製の頭部模型の表面に若干傷を付ける程度。そのことから、実際に当たっても、たいした怪我にもならないことを証明。
  - 歯の詰め物で電波をキャッチできるか?
答:できない。
  - 日焼けサロンをしすぎるとどうなるか?
5. 墓穴で生き返った人 (Hammer Bridge Drop, Buried Alive, Cola)
  - 橋の上から落ちてもハンマーを先に落としたら助かる
  - 生きたまま埋葬されても生きられるか
答: 無理。一般的に埋められる3メートルほどの縦穴の場合、土の重さで棺桶が潰れてしまう。よって土の中からはい上がることは不可能。
  - コーラの様々な伝説
6. 舌ピアスと雷 (Lightning Strikes Tongue Piercing, Tree Cannon, Beat the Breath Test)
  - 舌にピアスをすると雷が落ちやすくなるか?
舌のピアス程度ではほとんど影響がないという事を実証。
  - 木で大砲は作れるか?
  - アルコール検出器を誤認させられるか?
7. 臭い車 (Stinky Car, Raccoon Rocket)
  - 死体の入っていた車の臭いは落ちないのか?
  - 下水管が大砲のようになるか?
8. アルカトラズ脱走 (Escape From Alcatraz, Duck Quack, Stud Finder)
  - フランク・モリスらの脱獄囚達が、当時アルカトラズ島に置かれていたアルカトラズ連邦刑務所(en:Alcatraz Federal Penitentiary)からのイカダを使った脱出に成功したのか否か?
モリスらがイカダで渡ろうとしたとされるサンフランシスコ湾は潮流が早いため、途中で難破したのではないかと言われていた。しかしながら、番組の実験ではゴールデンゲートブリッジの基部へ上陸することに成功した。
  - 人体に埋め込まれたマインドコントロール用のチップがあるのか
  - アヒルの鳴き声はエコーしない (と欧米では言われている) のか
9. チキン・ガン (Chicken Gun, Octopus Egg Pregnancy, Killer Washing Machine)
  - 英国が高速列車を開発する際に、航空機のキャノピーのバードストライク耐久試験に用いられる、鶏肉を発射する機材『チキン・ガン』をNASAから借用して、高速走行時における列車のフロントガラスのバードストライク耐久試験を実施したところ、理論上では衝撃に耐え得るはずの強度を持ったガラスが破壊されてしまったため、「『チキン・ガン』の威力が強過ぎるのでは?」とNASAに問い合わせてみると、「鶏肉は発射する前に解凍したか?」との返事があったという。

その伝説を元に、『解凍した鶏肉』と『冷凍したままの鶏肉』とでは衝突時の破壊力に違いが出るのかを検証するための実験が行われた。アダムとジェイミーは、空気圧で鶏肉の塊を発射する仕組みのオリジナル『チキン・ガン』を自作し、デビス・モンサンから何枚か拾ってきたセスナのキャノピーのガラスをターゲットに据えた。そして、実際に射撃した結果、どちらの鶏肉も同様にガラスを粉砕した。
しかし、視聴者から「実験に使われたセスナのキャノピーのガラスの強度が低過ぎたため、いずれの鶏肉の衝突に対しても同様に粉砕されてしまっただけだ」と指摘のメールが送られてきたため、再検証が行われた。今度は通常のガラスを10枚ほど並べて、『解凍した鶏肉』と『冷凍したままの鶏肉』とではどちらがより多くガラスを割ることが出来るかを実験してみたところ、『冷凍したままのチキン』の方が衝突時の破壊力が上であるという事が判明した。
10. 飛行中の急減圧（英語版） (Explosive Decompression, Frog Giggin’, Rear Axle)
  - 飛行中の飛行機の中から発砲したらどうなるか
  - 車のヒューズが切れたとき、ヒューズソケットに弾薬を差し込んでも安全か
  - 映画のようにパトカーの後輪は取れるか
答: 無理。現在の車はボディーとフレームが一体化しているため不可能。また過去の車でフレームが頑丈のため、自らの力では外れるほどの力がないのでこちらも不可能。
11. 沈没船の下降水流 (Sinking Titanic, Goldfish Memory, Trombone Explosion)
  - 船が沈没するときの渦に、人は巻き込まれるのか
答: 巻き込まれない。
  - 金魚は3秒で物事を忘れてしまうのか
  - トロンボーンに爆竹を入れたらどうなるか
12. 足踏みで壊れる橋 (Break Step Bridge, Toothbrush Surprise, Rowing Water Skier)
  - 足踏みで橋は壊れるのか
  - 手漕ぎボートで水上スキーができるか
  - 濡れた歯ブラシはバクテリアがつきやすいのか
13. 消された労働運動家 (Buried in Concrete, Daddy?Longlegs, Jet Taxi)
  - 労働組合委員長だったホッファ[4] はマフィアに誘拐され埋められたのか
  - ジェット機のジェットブラスト（英語版）でタクシーは吹き飛ぶか
答: 簡単に吹き飛ばされ、粉々になる。
  - クモの伝説

### 2ndシーズン
1. 検証済み事例の再検証 (Myths Revisited)
2. 映画シーンの検証 (Scuba Diver, Car Capers)
3. 「アルキメデスの鏡」伝説 (Archimedes’ Death Ray, Skunk Cleaning, What Is Bulletproof?)
  - アルキメデスが手製の巨大な凹面鏡を用いて反射集光された日光の照射によりローマ帝国の軍船を焼いたと言われる『アルキメデスの熱光線（英語版）』伝説についての検証
伝説に登場するような巨大な一枚鏡の製作が困難なため、小さな鏡を並べて同じ効果を得られるように設計した代替品が用意された。そして、ローマの軍船に見立てた木製の実寸大模型に向けて日光の照射が行われたが、温度上昇こそ認められたものの、結局、発火には至らなかった。その後、タールを塗布するなどして模型の可燃性を高めての再実験が行われたが、同じく発火には至らなかった。
  - スカンクのおならの臭いが家庭用品で消せるか?
4. エレベーター墜落伝説 (Elevator of Death, Levitation Machine)
  - ワイヤーが切れてエレベーターが落下した際、エレベーター内でジャンプをすれば助かる
実際に古ホテルのエレベータを使い、バスターにジャンプをさせる装置をつけ、検証。落下中のエレベーター内でジャンプをしても助からないことを実証。
5. スピード違反を免れる方法 (Beat the Radar Detector)
6. 小説に出てくる殺人手法 (Killer Quicksand)
7. 特大キャンディの危険な食べ方 (Exploding Jawbreaker)
8. ピンポン玉でサルベージ (Ping‐Pong Rescue)
  - 実際にボートを沈め、ピンポン玉を内部に圧送して浮上させた。ただし開口部の閉鎖などに多大な手間と時間を要した。
9. 車の省エネ対策検証 (Boom‐Lift Catapult, AC vs. Windows down)
10. 殺虫剤の爆破実験 (Exploding House)
11. 明王朝時代の飛行実験 (Ming Dynasty Astronaut)
  - 明王朝時代に椅子と黒色火薬を使って宇宙まで飛ばした
明王朝時代の火薬では椅子ごと爆発しバスターは黒焦げになった、高性能爆薬では、わずかに浮いたが、やはりバスターは黒焦げになった。
12. ブラウンノートの香り (Brown Note, Water Torture)
  - 低音が腸に作用して、人がおもらしをする
大規模なアンプにて検証した。おもらしの結果は得られなかったが、不調を訴えるスタッフが出ていた。
13. サルサソースで脱走実験 (Salsa Escape, Cement Removal)
  - サルサソースと直流電流を使って、窓についている鉄の桟を腐食させる事に成功。一方、サルサソースと交流電流では腐食は見られなかった。
14. おまるの化学反応 (Exploding Port‐a‐Potty, Car Pole‐Vault)
15. あくびは伝染するか (Is Yawning Contagious?)
16. 缶ビールを早く冷やす方法 (Cooling a Six‐Pack)
17. 流れ弾で妊娠? (Son of a Gun)
  - 南北戦争時に実際起こったとされる事象で、ある兵士が戦争中に睾丸を撃たれ、その弾がそのまま近くにいた女性の子宮に到達しその女性が弾についていた精子のせいで妊娠した・・・というもの。現実的にはまず不可能であり、当時はタブーとされていた婚前交渉があった事を誤魔化す為に作られた伝説（言い訳）ではないかと言う結論に達した。
18. 大声でガラスは破れるか (Breaking Glass)
  - 誰でもアンプを使用して、ワイングラスの共振を利用して割ることが出来た。ロック歌手が生声にてワイングラスの共振を利用して割ることが出来た。掃除機を圧縮器に使ったジェットエンジンはかなり良い所までいったが、燃焼室が確保されておらず、不成功に終わった。
  - 諺の「転がり続ける石に苔は生えない」には長い間実験を重ねた結果、生えないことが検証された。
19. ピラミッド・パワーの検証 (Jet Pack)
20. 緊急着陸時の姿勢検証 (Killer Brace Position)
  - 緊急着陸時における不時着時の姿勢（頭を抱えて前のめりに）は有効か
結果は有効であった。
21. 水の防弾効果検証 (Bulletproof Water)
  - 万が一銃撃された場合に川などに飛び込むことによってその銃弾から逃げられる
河岸から狙われた場合、軽く潜っただけでも有効であった。
22. 人間発射機で越境? (Border Slingshot)
  - アメリカとメキシコの国境で巨大パチンコを使って移民者が国境のフェンスを飛び越えている、と言う伝説を検証。
アラメダ海軍飛行場の敷地内で巨大パチンコをつくりバスターを発射。そもそも200フィート離れた場所においてあるマットレスを正確に狙う事がほぼ不可能であり、当たろうが外れようが大怪我間違いなしであり、なにより巨大パチンコが非常に目立つ事からどう考えても伝説（与太話）に過ぎないとの結論に達した。
23. ティッシュの一撃 (Killer Tissue Box)
  - 自動車の後部座席の後ろにティッシュ箱を置いていると、急ブレーキをかけた時にティッシュ箱が運転者の頭に衝突して負傷する
当然ながら伝説はウソ。テイッシュの箱程度の質量では大した怪我にはならない。
24. 避難いかだで空中浮遊? (Escape Slide Parachute)

### 3rdシーズン
1. 弾は人間を飛ばせるか (MythBusters Revisited)
2. 伝説の振動探知機 (Chinese Invasion Alarm)
3. 南北戦争のミサイル (Confederate Rocket)
4. ウォッカの口臭予防効果 (Compact Compact, Vodka Myths)
5. 安全靴は安全か? (Steel Toe‐Cap Amputation, Bottle Rocket Blast‐off)
  - 「人間ペットボトルロケット」は真実か?
答: 事実ではない。とある日本のテレビ番組において「ペットボトルロケットで空を飛ぶ」映像が公開された。そこで(明らかにオリジナルより高出力な）類似のシステムを作り実験するも、人間を持ち上げる出力はないと判断する。（明言はしていないが日本テレビ放送投稿!特ホウ王国の「伊東万寿男の対決シリーズ人間ペットボトルロケット」であると思われる。ちなみに、真相はロープでつり上げた映像を処理したものだと言われている）
6. 銃口に指を突っ込んだら? (Sea‐sickness - Kill or Cure?)
  - 銃を向けられたとき銃口に指を突っ込むと、弾丸が詰まって銃身がバナナの皮のように壊れ、撃たれた側は無事、撃った側が危険になる
答: 事実ではない。骨を中に仕込んだ弾道ゼラチンの模型の手を使った実験の結果、手の模型は弾丸で壊れ、銃は無事だった。模型の素材を変えていって人体とかけ離れたものにしても、銃身がわずかに膨らみはしたが「バナナの皮」にはならなかった。
  - 船酔い用の民間治療は本当に効くか？
答: 実験で使ったうちの一つだけは「ありうる」あとは事実ではない。乗り物酔いに悩んでいる二人（アダムとグラント）に、いろいろな民間医療を試してもらう。判定にはキャリー製作の回転するイスを使用。民間薬のジンジャー錠が二人ともに効果があり、「ありうる」と判定される。しかしプラシーボ（ビタミン剤）がグラントのみに「効果があり」（アダムには全く効果なし）「これが一番効いた！」と断言してしまったシーンもあった。
7. 紙と布で作る武器? (Paper Crossbow)
  - 米国の刑務所内で語り継がれてきた、紙とパンツのゴム切れでできた即席クロスボウの伝説を検証。可能性ありと判定された。
  - グラント班はウォッカの持つ消臭効果や殺虫効果を検証
8. 謎の飛行機写真を検証 (Shredded Plane)
9. 鏡で軍船炎上? (Archimedes’ Death Ray)  
  - 2ndシーズン3の再検証企画

答: しない。木材の発火点まで温度をあげることは出来なかった。太陽炉を使えば可能。
10. ヘリウム入りボールの飛距離 (Helium Football)
  - ラグビーボールにヘリウムを入れると飛行時間が長くなる
答: 事実ではない。普通の空気入りボールとヘリウム入りのボールを用意し、最初は人の手で蹴り、後に機械で発射したが、明瞭な差は出なかった。
11. 体当たり凧で雷実験 (Franklin’s Kite)
12. 魔法の絨毯に挑戦 (Cell Phones on Planes, Flying Helium Raft)
13. 祝砲の殺傷能力 (Bullets Fired Up)
14. 再検証編 (Myths Reopened)
15. 派手な爆発方法 (Mind Control)
16. ズボン爆発 (Exploding Pants)

### 4thシーズン
1. 映画の中の盗みの技1 (Crimes and Myth‐Demeanors 1)
  - 赤外線センサーを欺くことはできるのか
答: できない。
  - エアーダクトを登ることができるか
答: できない。吸盤と磁力により登ることを試みたが、いずれも重装備になる。それよりも、ダクトを登る音で警備員が気づかないはずがないと結論。アダムはビルの壁を吸盤により登ろうとしたが、体力不足により途中で断念。
2. アルキメデスの大砲 (en:Steam cannon)
  - 蒸気を使った大砲は実現できるのか
3. 舟を飲込む巨大渦 (Killer Whirlpool)
  - 海の渦潮により船が沈むことはあるのか。
できない。船を沈めるような巨大な渦を発生することは不可能。しかし、人間が巻き込まれれば命はない事は実証。実験中、アダムが嘔吐（ピザ臭）。
4. コーラ大暴発 (Diet Coke and Mentos)
  - ダイエットコーラにメントスを入れると中身が飛び出すか
答: 飛び出す。詳細はメントスガイザーを参照。
  - ヘリコプターのローターに切手を貼ると墜落するか
答: 墜落しない。ラジコンのヘリコプターを用いたが、イマハラたちは飛ばすことすらできなかったので、機体を固定してローターのバランスを調べることに。結果は、まったく変化なしであった。その後、調査は「どのくらいの重さならブレードのバランスが崩れるか」へと移行し、8000枚分の重りをつけたところバランスを崩し倒壊した。そして、最終的に本物のヘリでも実験したが、メインローターとテイルローターに切手を貼っても変化なしであった。
  - 身近な物でメントスガイザーのような凄い現象が起きるか
いずれも、お約束の爆発ネタだったが、やはり「身近な材料ででき、安全かつ見た目が派手」という点ではメントスガイザーには敵わない、という結論となった。
5. 爆音で車を破壊 (Shattering Subwoofer)
  - 車室内に設置されたスピーカーの音圧だけで乗用車を破壊出来るか
出来ない。最終的にディーゼルエンジンに連結したクランクシャフトで駆動する巨大スピーカーをつかったが、破壊されなかった。
6. 映画の中の盗みの技2 (Crimes and Myth‐Demeanors 2)
  - 超音波センサーを欺くことはできるのか
7. 地震発生マシン (Earthquake Machine)
8. 藁は凶器になるか (Deadly Straw)
9. 凶器の電線 (Killer Cable Snaps)
  - 高いテンションで張られたワイヤーが切れて宙を舞えば人間の胴体が切断されるのか
答: 切断されない。実験には食肉用の豚1頭を丸ごと使ってロープを当てる実験が為された。数tと言う衝撃が発生しこれによって人間は死に至ると考えられるが、豚が切断されることは無かった。例によって2人が強引に豚を切断してしまった。
  - 陶器に音声を録音することができるのか
答: できない。当初は人間の音声もしくは何らかの音が聞こえたと判断されたが、音響の専門家に分析を依頼、人工的な音を検出することが出来なかった。
10. 映画「ジョーズ」再検証 (Air Cylinder Rocket)
11. 再検証編2 (More Myths Revisited)
12. 百円ライターが爆発 (Exploding Lighter)
  - 使い捨てライターを車内に放置して爆発が起きるか
13. コンクリート製グライダー (Concrete Glider)
14. 2つの弾丸が空中で命中 (Firearms Folklore)
15. クリスマスの電飾の危険 (Anti‐Gravity Device)
  - たこ足配線をしたところ配線が120度に達して被覆が溶解しショートした。
16. 6800m上空からの生還 (22,000 Foot Fall)
  - (アラン・マギー（英語版）)

### 5thシーズン
1. 飛行船爆発の理由 (Hindenberg Mystery)
2. 海賊の謎の検証 (Pirate Special)
3. 水中の車からの脱出 (Underwater Car)
4. スピード違反カメラ回避術 (Speed Cameras)
5. 警察犬からの逃げ方 (Dog Myths)
  - どうやっても逃げられなかった。
6. 再検証編3 (More Myths Revisited)
7. 音で火は消せるか? (Voice Flame Extinguisher)
8. ニュートンに挑戦 (Birds in a Truck)
9. 日本の忍者を総力検証 (Walking on Water)
10. 西部劇の検証 (Western Myths)
11. 究極の省エネ運転 (Big Rig Myths)
12. コーラと手榴弾 (Grenades and Guts)
  - 手榴弾のうえに被さって仲間を救う方法は有効。手榴弾を冷蔵庫に入れた場合は、破壊された冷蔵庫の部品が飛び散って逆に危険。
13. ヨーデルで雪崩? (Snow Special)
  - 崩壊しない。最終的に爆破によって雪崩を再現した。

### 6thシーズン
1. 大リーグ・クレメンスのカーブ (Baseball Special)
2. 視聴者からの投稿実験 (Viewers Special)
3. 闘牛は赤に興奮 (Red Frag to a Bull)
  - 牛は色を判別できない。動いているものに反応する。
4. 検証「バットマン」 (Superhero Special)
5. マイクロチップが爆発? / お札にマイクロチップ (Myth Evolution)
6. ブラジャーの危険 (Trailblazers)
7. 熱湯器ロケット / 給湯器ロケット (Water Heater Rocket)
  - 給湯器の安全弁を無効にすると、最終的には爆発して吹き飛ぶ。
8. 激辛治療法 (Shooting Fish in a Barrel)
9. 海賊の謎の検証2 (Pirate Special 2)
10. 嘘発見器を欺く方法 (Confederate Steam Gun)
11. 丸ごと飛行機実験 / NASA飛行実験 (Air Plane Hour)
12. 検証「ジェームス・ボンド」Part1 (James Bond Special - Part 1)
13. ダイナマイトでサーフィン波 (Lead Balloon)
  - 爆破による波はすぐに拡散してしまうので、サーフィンはできない。
14. ゴキブリの生命力 (Airplane on a Conveyor Belt)
15. 検証「ジェームス・ボンド」Part2 (James Bond Special - Part 2)
16. 視聴者からの投稿実験2 (Viewer Special 2)
17. 「冒険野郎マクガイバー」検証 (MacGyver Special)
18. アラスカスペシャル (Alaskan Myths)
19. ジョーズ VS フリッパー / サメ特集 (MythBusters Shark Special)

### 7thシーズン
1. ドライバーストレスで燃費増 (Exploding Steak) (#105)
  - 運転手にストレスを与えると運転が乱暴になって燃費が悪くなるか検証
悪くなる。無駄にアクセルを踏んだりブレーキの使い方が乱暴になったりで燃費が悪くなった。
2. 月面着陸の嘘ホント (NASA Moon Landing)
  - アメリカでは未だに月面着陸はNASAの陰謀だったと信じている人が少なくないのでそう言ったアポロ計画陰謀論の一部を検証。
陰謀論がことごとく間違っていることを立証。
3. ホースで自動車持ち上げる? (Viral Hour)
  - 消防車の放水で車が持ち上がるか、など数々のインターネットに掲載されているネタ動画を実際可能かどうか検証。
ネタ動画ほど見事にではなかったが持ち上げる事が可能であると言う事は実証できた。
4. 電話帳で綱引き (Phone Book Friction) 
  - 2冊の電話帳を持ってきてそのページを相互にかみ合わせるように配置するとほぼ分離不可能だと言う説を検証。
最終的には分離させる事ができたが人力や車では不十分で、戦車2台を使ってやっと分離できた。
5. 水スタンガンの威力 (Water Stun Gun)
  - スタンガンの電圧を水で飛ばして一気に複数の敵を感電させる事は可能か検証。
水を通した瞬間に一気に威力が低下し、使い物にならないと言う事を発見。
6. 目隠し運転 (Blind Driving)
  - 目隠し（正確に言うと視覚障害者）でもナビゲーターがいれば車を運転できるかどうか検証。
ナビゲーターと運転手の息が合っていれば運転できると実証。しかもナビゲーターが酔っ払っていると運転がまるで酔払い運転のようになってしまうと言う事まで実証してしまった。
7. 日本の忍術を総力検証2 (Ninjas 2)
  - 日本の忍術や忍者にまつわる数々の伝説を検証。ただしフィクションとの混同も見られる伝説も含まれている。
飛んでくる矢を空中で掴む事は可能ではあるものの非常に困難であると実証。それ以外に水中から吹き矢で獲物を狙ってしとめることは可能だとも実証して見せた。
8. 酔っ払い大研究 (Alcohol Myths)
9. 「インディ・ジョーンズ」の検証 (Motorcycle Flip)
  - 隣を併走しているオートバイの前輪に材木を突っ込んだら映画のように空中に飛び上がって回転するかを検証。
まず第一にタイミングが良くないと見事に弾かれてしまう事を発見。うまく突っ込めた場合は前輪の骨組みが破壊されてしまう事が分かった。
そこで骨組みを強化して再実験すると、オートバイの速度が速い場合は材木が叩き折られてしまう事が発覚。オートバイは速度を失い転倒するが、空中に飛び上がりはしない。
突っ込む棒を鉄製のものに変えて再実験しても結局は転倒するだけで空中に飛び上がるような事はないと言う事が分かった。最終的には映画でやったように静止したバイクの下に爆薬を仕込んで空中に吹き飛ばし、それを見事なカメラワークで併走してたように見せかける事に成功した。
10. 映画「キル・ビル」検証 (Coffin Punch)
  - 映画の中のシーンのように棺桶の中から棺桶の蓋を殴り通して脱出できるかどうかを検証。
プロボクサー並みのパンチ力をもってしても蓋を破壊する事は困難であり（できた頃には酸欠で死んでいる可能性が高い）、そもそも土砂を掻き分けて脱出するのはまず不可能だろうと言うことを実証。
11. クライマックスシーンの検証 (End With a Bang)
12. 視聴者からの投稿実験3 (Viewer Special Threequel)
13. カーアクションスペシャル (Demolition Derby)
14. 氷の船 (Alaska Special 2)
  - 第2次世界大戦中、イギリス海軍がパイクリート（氷とパルプの複合材料）で氷山空母を作る計画を検証。
予備実験でパイクリートが強固であることが判明したが、ジェイミーの案で試したパルプの代わりに新聞紙を使用した「改良型パイクリート」の方が耐久性が高かった為、実際のボートは改良型で制作された。実際湖に浮かばせ船外機による動力で湾内の航海に成功したが、冷却装置未搭載に加えて高速艇で検証した為に高速航行時の摩擦力で船体が溶けてしまった。
15. バナナの皮で転ぶ? (Banana Slip/Double‐Dip)
  - 実際に大量のバナナを撒いて検証。1分間の半分以上は転倒。
16. YouTubeスペシャル (YouTube Special)
17. シロップのプールで水泳 (Swimming in Syrup)
  - オリンピック選手は遅くなったが、素人だと速く泳げることもある。
18. アルミバンパー爆発? (Exploding Bumpers)
  - 実験では再現できなかったが、実際に爆発して負傷した事例を紹介。
19. シーソーで実験 (Seesaw Saga)
  - 巨大なシーソーを製作して、人間相当の重りをビルの屋上相当の高さまで飛ばすことに成功。ただし非常に特殊なシーソーが必要。
20. 重低音兵器 (Thermite vs. Ice)
21. 脱獄方法の嘘ホント (Prison Escape)
22. 音速の衝撃で硝子を割る (Curving Bullets)
  - ジェット戦闘機を2機飛ばして、低空飛行で真上を通過。再三実験を繰り返し、窓ガラス1枚を割ることに成功。
23. 雨でも濡れないオープンカー (Car vs. Rain)
  - 時速120キロ前後から濡れる量が減少するが、ハイドロによって危険すぎる運転になると結論。
24. 弾丸で自由落下の実験 (Knock Your Socks Off)
25. 強力粘着テープで車宙吊り (Duct Tape Hour)
  - 短時間は可能だった。
26. 汚い車は燃費がいい? (Dirty vs. Clean Car)
  - 単に汚れた車では効果なし。表面にディンプル（ゴルフボール状の凹凸）をつけた車では効果があった。
27. 爆薬をレンジでチン (Greased Lightning)
  - 電子レンジでは爆発しない。雷管を一緒につけると爆発する。
28. 窓全開で台風に挑む (Hurricane Window)
  - 窓を開けたほうが家の破損の被害は少ないが、中はめちゃくちゃ。
29. 崖下に車転落と爆発 (Crash and Burn)
  - 崖から落としても爆発しない。最後は火薬で爆破。
30. 再検証編3 (Myth Evolution)

## 撮影中の事故
2011年12月6日に、アラメダの不発弾処理場において「大砲からキャノンボール以外のものを発射したときに、通常の砲弾と同じ威力があるかどうかを試す実験」を行った際に、予想以上に飛んだ砲弾が約640メートル離れた住宅地まで到達。住宅2軒と歩道、車1台を破損した。